# Symblepharis obliqua
Symblepharis obliqua là một loài Rêu trong họ Dicranaceae. Loài này được (E.S. Salmon) Broth. miêu tả khoa học đầu tiên năm 1899.